# Asteia elegantula
Asteia elegantula is een vliegensoort uit de familie van de Asteiidae. De wetenschappelijke naam van de soort is voor het eerst geldig gepubliceerd in 1847 door Zetterstedt.